# معجزة في شارع 34 (فلم)
معجزة في شارع 34 (بالإنجليزية: Miracle on 34th Street) هو فيلم فنتازيا تم إنتاجه في الولايات المتحدة وصدر في سنة 1947. الفيلم من إخراج جورج سيتون.

## بطولة
- ناتالي وود

## الميزانية والإيرادات
بلغت تكلفة إنتاج الفيلم حوالي 630,000 دولار بينما حقق أرباحا تقدر بـ 3,150,000 دولار.

### ترشيحات وجوائز
| السنة | الحدث  | الفئة     | النتيجة |
| ----- | ------ | --------- | ------- |
|       | أوسكار | أفضل فيلم | ترشـيـح |

## وصلات خارجية
- مقالات تستعمل روابط فنية بلا صلة مع ويكي بيانات